# Конрад фон Юнгінген

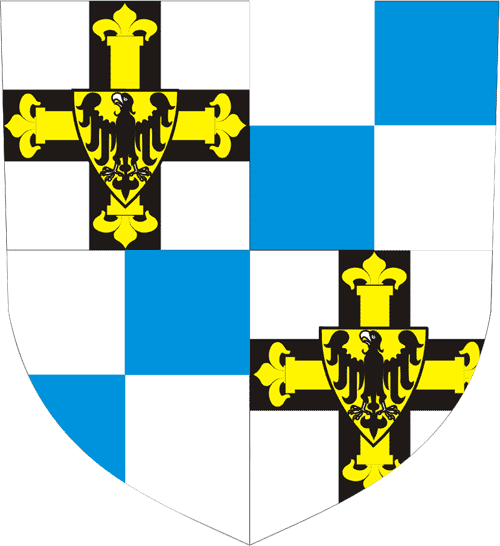
Герб великого магістра Конрада фон Юнгінгена

Конрад фон Юнгінген (нім. Konrad von Jungingen; близько 1355, ймовірно, Юнгінген — 30 березня 1407, Марієнбург) — 25-й великий магістр Тевтонського ордену з 1393 по 1407. Наступним великим магістром став молодший брат Конрада Ульріх фон Юнгінген.

## Біографія
Конрад фон Юнгінген народився близько 1355 року, ймовірно, в Юнгінгені, Вюртемберг.
У січні 1394 року почався новий похід на Велике князівство Литовське, в якому брало участь чимало французьких і німецьких лицарів, у тому числі загін стрільців з Бургундії. Наступаючим військам вдалося розбити Вітовта і розпочати облогу Вільна. На восьмий день облоги під Вільну прибув магістр Лівонії Веннемар фон Брюггеней. Після закінчення припасів хрестоносці були змушені відступити.
Під керівництвом Конрада Тевтонський орден в 1398 році на острові Готланд переміг піратів, що там зимували. Він наказав зруйнувати укріплення «лікеделерів» в Ландескроні, фортецю в Сліті та, імовірно, так званий «Палац Лойста». Відтоді Балтійське море було майже звільнене від піратів, а решта (серед них Клаус Стертебекер) були змушені втекти в Північне море.
У 1393 році під керівництвом Конрада в Східній Пруссії було засновано поселення Сенсбург, де Орден ще в 1348 звів дерев'яну фортецю. 1397 року з ініціативи Конрада почалося будівництва замку Рагніт.
У 1398 між Тевтонським орденом і Великим князівством Литовським було укладено Салінський договір, за яким Самогітія переходила під владу хрестоносців і встановлювався міцний мир між сторонами.
Помер 30 березня 1407 в замку Марієнбург, де і був похований.
Смерть великого магістра була дуже незвичайною. Лікар прописав Конраду як лікування від жовчного каменя статеві зносини, однак цнотливий лицар відмовився виконувати розпорядження, що і звело його в могилу.